# Heinrich Schnell
Heinrich Schnell (* 21. Juli 1933 in Weiler, Landkreis Schwabach) ist ein deutscher Politiker (SPD).
Schnell wuchs in Weiler, einem Ortsteil der Gemeinde Rohr, auf dem Bauernhof seiner Eltern auf, besuchte die Volksschule in Rohr und das Deutsche Gymnasium in Schwabach, wo er 1954 sein Abitur machte. Er studierte Jura und Volkswirtschaft in Erlangen und München und machte 1963 das 2. juristische Staatsexamen. Er war ab 1963 in Fürth als selbstständiger Rechtsanwalt tätig.
Schnell war von 1970 bis 1986 Mitglied des Bayerischen Landtags.